# Rudolf Kitschelt
Rudolf Kitschelt (10. února 1839 – 18. června 1927 Vídeň) byl rakouský podnikatel a politik německé národnosti z Dolních Rakous, na přelomu 19. a 20. století poslanec Říšské rady.

## Biografie
Původně chtěl být sochařem. Studoval na akademiích ve Vídni, Berlíně a Drážďanech. V roce 1863 ale převzal po otci továrnu na železný nábytek. V letech 1878–1920 byl členem obchodní a živnostenské komory jako komorní rada, přičemž v letech 1892–1920 byl jejím viceprezidentem.
Byl politicky činný. Zasedal jako poslanec Dolnorakouského zemského sněmu. Zvolen sem byl v roce 1884 coby liberální kandidát (tzv. Ústavní strana) za kurii obchodních a živnostenských komor. Mandát na sněmu obhájil v roce 1890 a 1896. Zemským poslancem byl do roku 1902.
Byl i poslancem Říšské rady (celostátního parlamentu Předlitavska), kam usedl v doplňovacích volbách roku 1899 za kurii obchodních a živnostenských komor v Dolních Rakousích, obvod Vídeň. Nastoupil 18. října 1899 místo Maxe Mauthnera. Mandát obhájil v řádných volbách roku 1901. Ve volebním období 1897–1901 se uvádí jako Rudolf Kitschelt, majitel továrny, bytem Vídeň.
V roce 1899 po zvolení na Říšskou radu vstoupil do poslaneckého klubu Freie Deutsche Vereinigung (takzvaná Mauthnerova skupina), který sdružoval staroliberální proud německorakouské politiky. Ve volbách roku 1901 kandidoval do Říšské rady za Německou pokrokovou stranu.